# 乌特勒支艺术学院
烏特勒支藝術大學，(荷蘭语:Hogeschool voor de Kunsten Utrecht, HKU)，是一所位於荷蘭乌特勒支藝術類类学校，主要提供表演艺术和视觉艺术相关的课程。 各校區分布在Utrecht市中心的各個區域，共有7個地點：IBB-laan、Jaarbeursplein、Janskerkhof、Mariaplaats、Nieuwekade、Oudenoord、Pastoe Fabriek。

## 学院项目
烏特勒支藝術大學以其在藝術和多媒體方面的高等教育而聞名。 該大學是創意產業培訓和創新的推動力，也是歐洲最大的藝術和文化教育機構之一。 烏特勒支藝術大學共有 4000 多名學生分佈在九個學院：美術、設計、音樂與技術、遊戲與互動、藝術與經濟、媒體、烏得勒支音樂學院、戲劇和跨領域創意。

### 学士项目
語语授课：
- Bachelor of Fine Arts (partially)
- Bachelor of Music

荷兰语授课
- Bachelor of Arts and Economics
- Bachelor of Creative Media and Game Technologies
- Bachelor of Design
- Bachelor of Education
- Bachelor of Theatre

### 硕士项目
英语授课：
- Master of Fine Arts in Scenography
- Master of Arts in Fine Art
- Master of Music, Performance
- Master of Music, Music Design

荷兰语授课：
- Master of Education in Arts
- Master Interior Architecture
- Master Crossover Creativity